# Coupe du monde de triathlon 2008
Navigation
Édition précédente Édition suivante
Cet article fournit diverses informations sur la saison 2008 de la Coupe du monde de triathlon.

## Calendrier / Résultats
| Étape  | Manche                                  | Podium | Podium                             | Podium                              |
| Étape  | Manche                                  | Pos.   | Homme                              | Femme                               |
| ------ | --------------------------------------- | ------ | ---------------------------------- | ----------------------------------- |
| 1      | Mooloolaba Australie (30 mars)          | 1er    | Javier Gómez Espagne               | Emma Snowsill Australie             |
| 1      | Mooloolaba Australie (30 mars)          | 2e     | Brad Kahlefeldt Australie          | Vanessa Fernandes Portugal          |
| 1      | Mooloolaba Australie (30 mars)          | 3e     | Tim Don Royaume-Uni                | Lisa Nordén Suède                   |
|        |                                         |        |                                    |                                     |
| 2      | New Plymouth Nouvelle-Zélande (6 avril) | 1er    | Javier Gómez Espagne               | Emma Moffatt Australie              |
| 2      | New Plymouth Nouvelle-Zélande (6 avril) | 2e     | Brad Kahlefeldt Australie          | Lisa Nordén Suède                   |
| 2      | New Plymouth Nouvelle-Zélande (6 avril) | 3e     | Andrew Johns Royaume-Uni           | Felicity Abram Australie            |
|        |                                         |        |                                    |                                     |
| 3      | Ishigaki Japon (13 avril)               | 1er    | Simon Whitfield Canada             | Emma Snowsill Australie             |
| 3      | Ishigaki Japon (13 avril)               | 2e     | Rasmus Henning Danemark            | Erin Densham Australie              |
| 3      | Ishigaki Japon (13 avril)               | 3e     | Ivan Vasiliev Russie               | Hollie Avil Royaume-Uni             |
|        |                                         |        |                                    |                                     |
| 4      | Tongyeong Corée du Sud (26 avril)       | 1er    | Tim Don Royaume-Uni                | Samantha Warriner Nouvelle-Zélande  |
| 4      | Tongyeong Corée du Sud (26 avril)       | 2e     | Bevan Docherty Nouvelle-Zélande    | Hollie Avil Royaume-Uni             |
| 4      | Tongyeong Corée du Sud (26 avril)       | 3e     | Jan Frodeno Allemagne              | Vendula Frintová République tchèque |
|        |                                         |        |                                    |                                     |
| 5      | Richards Bay Afrique du Sud (4 mai)     | 1er    | Daniel Unger Allemagne             | Carolyn Murray Canada               |
| 5      | Richards Bay Afrique du Sud (4 mai)     | 2e     | Matthew Reed États-Unis            | Felicity Abram Australie            |
| 5      | Richards Bay Afrique du Sud (4 mai)     | 3e     | Hendrik De Villiers Afrique du Sud | Magali Messmer Suisse               |
|        |                                         |        |                                    |                                     |
| 6      | Madrid Espagne (25 mai)                 | 1er    | Javier Gómez Espagne               | Vanessa Fernandes Portugal          |
| 6      | Madrid Espagne (25 mai)                 | 2e     | Ivan Vasiliev Russie               | Helen Tucker Royaume-Uni            |
| 6      | Madrid Espagne (25 mai)                 | 3e     | Alistair Brownlee Royaume-Uni      | Daniela Ryf Suisse                  |
|        |                                         |        |                                    |                                     |
| 7      | Des Moines États-Unis (22 juin)         | 1er    | Rasmus Henning Danemark            | Emma Snowsill Australie             |
| 7      | Des Moines États-Unis (22 juin)         | 2e     | Bevan Docherty Nouvelle-Zélande    | Emma Moffatt Australie              |
| 7      | Des Moines États-Unis (22 juin)         | 3e     | Greg Bennett Australie             | Helen Tucker Royaume-Uni            |
|        |                                         |        |                                    |                                     |
| 8      | Hambourg Allemagne (5-6 juillet)        | 1er    | Daniel Unger Allemagne             | Ricarda Lisk Allemagne              |
| 8      | Hambourg Allemagne (5-6 juillet)        | 2e     | Jan Frodeno Allemagne              | Felicity Abram Australie            |
| 8      | Hambourg Allemagne (5-6 juillet)        | 3e     | Oliver Freeman Royaume-Uni         | Debbie Tanner Nouvelle-Zélande      |
|        |                                         |        |                                    |                                     |
| 9      | Tiszaújváros Hongrie (13 juillet)       | 1er    | Javier Gómez Espagne               | Andrea Whitcombe Royaume-Uni        |
| 9      | Tiszaújváros Hongrie (13 juillet)       | 2e     | Brad Kahlefeldt Australie          | Felicity Abram Australie            |
| 9      | Tiszaújváros Hongrie (13 juillet)       | 3e     | Dmitriy Gaag Kazakhstan            | Mariana Ohata Brésil                |
|        |                                         |        |                                    |                                     |
| 10     | Kitzbühel Autriche (20 juillet)         | 1er    | Ivan Rana Espagne                  | Nicola Spirig Suisse                |
| 10     | Kitzbühel Autriche (20 juillet)         | 2e     | Kris Gemmell Nouvelle-Zélande      | Carole Péon France                  |
| 10     | Kitzbühel Autriche (20 juillet)         | 3e     | Sven Riederer Suisse               | Samantha Warriner Nouvelle-Zélande  |
|        |                                         |        |                                    |                                     |
| 11     | Lorient France (27-28 septembre)        | 1er    | Cédric Fleureton France            | Lisa Nordén Suède                   |
| 11     | Lorient France (27-28 septembre)        | 2e     | Tony Moulai France                 | Samantha Warriner Nouvelle-Zélande  |
| 11     | Lorient France (27-28 septembre)        | 3e     | Ivan Rana Espagne                  | Jessica Harrison France             |
|        |                                         |        |                                    |                                     |
| Annulé | Chiapas Mexique (12 octobre)            |        |                                    |                                     |
|        |                                         |        |                                    |                                     |
| 12     | Huatulco Mexique (26 octobre avancé)    | 1er    | Kris Gemmell Nouvelle-Zélande      | Samantha Warriner Nouvelle-Zélande  |
| 12     | Huatulco Mexique (26 octobre avancé)    | 2e     | Jarrod Shoemaker États-Unis        | Sarah Groff États-Unis              |
| 12     | Huatulco Mexique (26 octobre avancé)    | 3e     | Laurent Vidal France               | Andrea Whitcombe Royaume-Uni        |
|        |                                         |        |                                    |                                     |

## Par nation
| Rang | Nation           | Victoires |
| ---- | ---------------- | --------- |
| 1    | Espagne          | 5         |
| 2    | Australie        | 4         |
| 3    | Allemagne        | 3         |
| 3    | Nouvelle-Zélande | 3         |
| 5    | Canada           | 2         |
| 5    | Royaume-Uni      | 2         |
| 7    | Danemark         | 1         |
| 7    | France           | 1         |
| 7    | Suède            | 1         |
| 7    | Suisse           | 1         |
| 7    | Portugal         | 1         |

## Classements généraux
| Rang               | Nom             |
| ------------------ | --------------- |
| Médaille d'or      | Javier Gomez    |
| Médaille d'argent  | Bevan Docherty  |
| Médaille de bronze | Ivan Vasiliev   |
| 4                  | Tim Don         |
| 5                  | Laurent Vidal   |
| 6                  | Oliver Freeman  |
| 7                  | Ivan Rana       |
| 8                  | Reto Hug        |
| 9                  | Tony Moulai     |
| 10                 | Simon Whitfield |

| Rang               | Nom               |
| ------------------ | ----------------- |
| Médaille d'or      | Samantha Warriner |
| Médaille d'argent  | Felicity Abram    |
| Médaille de bronze | Helen Tucker      |
| 4                  | Sarah Groff       |
| 5                  | Lisa Norden       |
| 6                  | Andrea Whitcombe  |
| 7                  | Emma Moffatt      |
| 8                  | Emma Snowsill     |
| 9                  | Hollie Avil       |
| 10                 | Erin Densham      |